# 박상진 (기업인)
박상진(1953년 3월 16일 ~ )은 경기도 안성시에서 태어난 대한민국의 기업인이다.
1977년 삼성전자에 입사한 후, 삼성전자 구주법인장, 삼성전자 글로벌마케팅 실장, 삼성전자 텔레커뮤니케이션네트워크총괄 무선사업부장, 삼성전자 동남아총괄 부사장, 삼성테크윈 디지털카메라사업부장, 삼성디지털이미징 부사장, 삼성디지털이미징 대표이사 사장 등을 거쳐 2010년부터 삼성SDI 대표이사 사장을 맡고 있다.

## 학력
- ~ 1978년 : 경복고등학교
- ~ 1977년 : 서울대학교 상과대학 무역학과

## 경력
- 1977년 8월 : 삼성전자
- 1993년 10월 ~ 1995년 12월 : 삼성전자 구주법인장
- 1996년 1월 ~ 1998년 1월 : 삼성전자 구주법인장, 이사보
- 1998년 2월 ~ 1999년 1월 : 삼성전자 구주법인장, 이사
- 1999년 2월 ~ 2000년 1월 : 삼성전자 글로벌마케팅실장, 상무
- 2000년 2월 ~ 2001년 1월 : 삼성전자 무선전략마케팅팀장, 상무
- 2001년 3월 ~ 2003년 2월 : 삼성전자 텔레커뮤니케이션총괄 무선사업부 무선마케팅담당 부사업부장, 전무
- 2003년 4월 : 삼성전자 텔레커뮤니케이션네트워크총괄 무선사업부장, 부사장
- 2004년 2월 ~ 2008년 5월 : 삼성전자 동남아총괄 부사장
- 2008년 5월 ~ 2009년 1월 : 삼성테크윈 디지털카메라사업부장, 부사장
- 2009년 2월 : 삼성디지털이미징 대표이사 부사장
- 2010년 1월 : 삼성디지털이미징 대표이사 사장
- 2010년 4월 : 삼성전자 디지털이미징사업부장, 사장
- 2010년 12월 ~ 2014년 11월 : 삼성SDI 대표이사 사장
- 2011년 3월 : 삼성SDI 사내이사
- 동반성장위원회 위원
- 2014년 12월 ~ 2017년 3월 : 삼성전자 대외담당 사장
- 2015년 3월 ~ 2017년 3월 : 대한승마협회 회장
- 2015년 4월 : 제9대 경기도경제단체연합회 회장
- 2015년 10월 : 아시아승마협회 회장